# Club Puebla
Maillots
Actualités
Le Club Puebla, anciennement connu sous le nom de Puebla Fútbol Club, est un club de football mexicain de la ville de Puebla fondé en 1944.

## Histoire

### Origines et débuts
La ville de Puebla a fait son entrée dans les compétitions sportives nationales en 1904, quand un club local fondé par des expatriés anglais et portant le nom d'Athletic Club Puebla AC rejoignit la Ligue mexicaine de football amateur. Ce club fut fondé deux ans après qu'une Première division a été établie au Mexique, composée du Reforma AC, de Pachuca, des Albinegros de Orizaba, du Mexico Cricket Club et du British Club. Dans son premier tournoi en 1904, Puebla perdit tous ses matches et ne pas marqua pas le moindre but au cours des 8 matchs joués. En 1905, le club lutta davantage et réussit à marquer son premier et seul but dans ce tournoi, terminant dernière sans victoires, 1 nul et 7 défaites et 20 buts contre. Pour la saison 1906-1907, le club a terminé troisième, avec 3 victoires, 3 défaites et 2 nuls, pour un total de 9 points avec 8 buts marqués et 6 contre. Après cette saison, le club cessa ses activités, et le championnat se retrouva à 4 équipes. Le club se réforma à nouveau en 1915, cette fois grâce à des Espagnols vivant à Puebla. En raison de l'absence d'adversaires à proximité, en dehors du club voisin de San Martín Texmelucan, les joueurs du Puebla AC fut contraint à disputer ses matches à Orizaba pour trouver la concurrence. Ils participèrent pendant quelques années à l'ancienne Ligue Veracruzana de Futbol. Le club devra attendre jusqu'en 1944, année où le football mexicain a été professionnalisé, pour faire une nouvelle fois son retour au plus haut niveau.

### Création d'un club professionnel
Puebla est admis en Primera División le 28 mars 1944. Leur terrain de football était le Parque El Mirador dont les premiers propriétaires, Joaquín Díaz Loredo et Alfonso Sobero, étaient d'importants industriels spécialisés dans le textile dans les années 1940. Le premier match officiel eut lieu le dimanche 7 mai 1944, à 16 heures à Veracruz en Coupe du Mexique et se solda par une victoire des locaux par 5 buts à 1. Le premier but fu marqué par Lupe Velázquez à la 68e minute. Deux semaines plus tard à El Mirador l'équipe joue un match amical contre Atlante, perdant 4-1. Le 4 juillet 1944, Puebla obtient sa première victoire dans El Mirador contre Veracruz avec un score de 4-3.
Le 20 août 1944, Puebla joue son premier match de championnat qu'il remporte 5-2 contre Atlas. L'Argentin Eladio Vaschetto a marqué le premier but de l'ère professionnelle de Puebla en D1. La première défaite en Primera División intervient à Mexico contre le Real Club España (2-1). En 24 matchs joués dans ce championnat 1944-1945, Puebla a obtenu 14 victoires, 2 nuls et 8 défaites avec 53 buts pour et 30 contre. Cette année Puebla finit dauphin du Real Club España, et remporte par ailleurs la Coupe du Mexique dans un match mémorable contre América grâce entre autres à Ricardo Alvarez qui marqua 4 buts.

## Palmarès et résultats

### Palmarès
| Compétitions nationales | Compétitions internationales                                                                               |
| - Championnat du Mexique (2) : - Champion : 1983 et 1990. - Vice-champion : 1945, 1954 et 1992. - Coupe du Mexique (5) : - Vainqueur : 1945, 1953, 1988, 1990 et 2015 (Clausura). - Finaliste : 1952, 1972, 2014 (Apertura). - Supercoupe du Mexique (1) : - Vainqueur : 1990. - Finaliste : 1945, 1953 et 1988. - Supercoupe des coupes du Mexique (1) : - Vainqueur : 2014-2015 - Championnat du Mexique de deuxième division (2) : - Champion : 2005 (Apertura) et 2006 (Apertura). | - Ligue des champions de la CONCACAF (1) : - Vainqueur : 1991. - Copa Interamericana : - Finaliste : 1991. |

### Records individuels
|    | Nom                 | Dates                            | Matchs | Buts | Ratio |
| -- | ------------------- | -------------------------------- | ------ | ---- | ----- |
| 1  | Carlos Poblete      | 1986-1987, 1988-1982 & 1985-1986 | ?      | 94   | ?     |
| 2  | Ricardo Álvarez     | 1945-1950                        | ?      | 92   | ?     |
| 3  | Silvio Fogel        | 1975-1980 & 1982-1983            | ?      | 84   | ?     |
| 4  | Jorge Aravena       | 1988-1991                        | ?      | 76   | ?     |
| 5  | Guadalupe Velázquez | 1944-1950                        | ?      | 67   | ?     |
| 6  | Muricy Ramalho      | 1979-1985                        | ?      | 59   | ?     |
| 7  | Matías Alustiza     | 2012-2014 & 2015-2016            | ?      | 46   | ?     |
| 8  | René Paúl Moreno    | ?                                | ?      | 45   | ?     |
| 9  | Carlos Muñoz Cobo   | 1996-1998                        | ?      | 37   | ?     |
| 10 | Juan Alvarado       | 1972-1983                        | ?      | 33   | ?     |

## Joueurs et personnalités du club

### Entraîneurs
Le tableau suivant présente la liste des entraîneurs du club depuis 1944.
| Rang | Nom                 | Période   |
| ---- | ------------------- | --------- |
| 1    | Eduardo Morilla     | 1944-1946 |
| 2    | Eladio Vaschetto    | 1945-1946 |
| 3    | Manuel L. Treviso   | 1946-1948 |
| 4    | Eduardo Morilla     | 1948-1950 |
| 5    | Martín Vantolra     | 1950-1951 |
| 6    | Manuel Casals       | 1951-1952 |
| 7    | Isidro Lángara      | 1952-1955 |
| 8    | Eduardo Morilla     | 1955-1956 |
| 9    | Donato Alonso       | 1964      |
| 10   | Manuel García Rojas | 1964-1965 |
| 11   | Bruno Rodolfi       | 1965-1966 |
| 12   | Jorge Marik         | 1966-1968 |
| 13   | Francisco Gatica    | 1969-1973 |
| 14   | Ignacio Trelles     | 1972-1974 |
| 15   | Ángel Zubieta       | 1974-1975 |
| 16   | Marco A. Figueroa   | 1975      |
| 17   | José Monzebáez      | 1976-1977 |
| 18   | Juan R. Faccio      | 1977-1978 |
| 19   | Carlito Peters      | 1978-1979 |
| 20   | Manuel Lapuente     | 1979-1980 |

| Rang | Nom                    | Période   |
| ---- | ---------------------- | --------- |
| 21   | Dino Sani              | 1980-1981 |
| 22   | Leonel Urbina          | 1981-1982 |
| 23   | Manuel Lapuente        | 1982-1984 |
| 24   | Hugo Fernández         | 1984-1988 |
| 25   | Pedro García           | 1988-1989 |
| 26   | Manuel Lapuente        | 1989-1993 |
| 27   | Alfredo Tena           | 1993-1995 |
| 28   | Hugo Fernández         | 1995-1996 |
| 29   | Aníbal Ruiz            | 1996-1997 |
| 30   | Raúl Cárdenas          | 1998      |
| 31   | Alfredo Tena           | 1998-1999 |
| 32   | José Mari Bakero       | 19999     |
| 33   | Miguel Mejía Barón     | 2000      |
| 34   | Mario Carrillo         | 2000-2001 |
| 35   | Tomás Boy              | 2002      |
| 36   | Ignacio Ambríz         | 2002      |
| 37   | Víctor Manuel Vucetich | 2002-2003 |
| 38   | Mario Carrillo         | 2003-2004 |
| 39   | Roberto Saporiti       | 2005      |
| 40   | Jorge Aravena          | 2005      |

| Rang | Nom                    | Période             |
| ---- | ---------------------- | ------------------- |
| 41   | José Luis Sánchez Solá | 2006-2008           |
| 42   | Mario Carrillo         | 2008                |
| 43   | José Luis Sánchez Solá | 2009-2010           |
| 44   | Héctor Eugui           | 2011                |
| 45   | Sergio Bueno           | 2011                |
| 46   | Juan Carlos Osorio     | 2012                |
| 47   | Daniel Bartolotta      | 2012                |
| 48   | Daniel Guzmán          | 2012                |
| 49   | Manuel Lapuente        | 2013                |
| 50   | Rubén Omar Romano      | 2013-2014           |
| 51   | José Luis Sánchez Solá | 2014                |
| 52   | José Guadalupe Cruz    | 2015                |
| 53   | Pablo Marini           | 2015                |
| 54   | Ricardo Valiño         | 2016                |
| 55   | José Cardozo           | 2017                |
| 56   | Rafael García          | 2017                |
| 57   | Enrique Meza           | 2017-fév. 2018      |
| 58   | José Luis Sánchez Solá | fév. 2019-aoû. 2019 |
| 59   | Juan Reynoso           | aoû. 2019-déc. 2020 |